# Rubèn Peris i Latorre
Rubèn Peris i Latorre   (Barcelona, 25 de juliol de 1953) és un dirigent esportiu català vinculat al ciclisme.
Des de l'any 2006 ocupa el càrrec de president de la Volta Ciclista a Catalunya Associació Esportiva, l'entitat organitzadora de la Volta, sent-ne també el director de la prova. Anteriorment, des del 2003, havia dirigit la Secció de Ciclisme de la Unió Esportiva de Sants. També és vicepresident de l'Associació Internacional d'Organitzadors de Curses Ciclistes (AIOCC) i de l'Associació Espanyola d'Organitzacions Ciclistes. Entre les distincions rebudes, destaca la medalla de bronze de la Reial Ordre del Mèrit Esportiu.
Va entrar a formar part de l'organització de la Volta l'any 1979, encarregant-se de les relacions institucionals i protocol entre 1981 a 1987, i de la direcció de l'organització de la prova de 1988 a 1999. L'any 2004 va ser escollit president de l'entitat organitzadora de la Volta.
També va tenir responsabilitats organitzatives als Jocs de Barcelona '92 com a Director Esportiu de les proves de Ciclisme (de 1990 a 1992). Posteriorment, als Jocs d'Atenes 2004 i Londres 2012 va ser designat cap d'equip de la selecció espanyola de ciclisme.
Durant dos anys (de 2010 a 2012) va ocupar la vicepresidència de la Federació Espanyola de Ciclisme.